# Ákos von Ráthonyi
Ákos von Ráthonyi, né Dániel László Ákos Ráthonyi le 26 mars 1908 à Budapest (Royaume de Hongrie) et mort le 6 janvier 1969 à Munich (Allemagne de l'Ouest), est un réalisateur, scénariste, producteur et acteur hongrois.

## Biographie
Dániel László Ákos Ráthonyi est le fils de Franciska Borzsély Erzsébet et d'un père comédien au nom proche, Ákos Ödön Zsigmond Ráthonyi dit Ákos Ráthonyi (hu) (1868-1923).
Il a commencé sa carrière chez British International Pictures en tant qu'acteur et assistant réalisateur. En 1929, il participe à la production de films Fox et Paramount à Hollywood, puis à Paris avec Alexander Korda en tant qu'assistant réalisateur. Il épouse Elizabeth Vidler Lomer le 28 février 1929 à Józsefváros (Budapest) mais ils divorcent quatre ans plus tard. Dans le même temps, il devient franc-maçon.
Entre 1933 et 1935, il est scénariste à Hollywood, mais il doit revenir à Budapest pour faire son service militaire. Il y fonde la même année en partenariat avec Gyula Trebitsch (hu) une société de production et de distribution de films, la Objektiv Filmgyártó- és Kölcsönző ainsi qu'une salle de cinéma. Il est d'abord assistant-réalisateur sur Az új földesúr de Béla Gaál en 1935 avant de réaliser son premier film en 1936 : Tisztelet a kivételnek. La même année, il se remarie à Klári Tolnay qui joue dans plusieurs de ses films. Une fille naît de leur union en 1940. En 1945, il divorce à nouveau et quitte la Hongrie en 1947. Il vit à Londres puis déménage en Allemagne de l'Ouest où il tournera ses films les plus connus, dont plusieurs films de genre comme le film musical La beauté mène la danse (de), le film policier Le Narcisse jaune intrigue Scotland Yard, le film d'épouvante La Nuit des vampires ou la comédie érotique Déshabille-toi, poupée (de).

## Filmographie en tant que réalisateur

### Films hongrois
- 1936 : Tisztelet a kivételnek
- 1937 : Fizessen, nagysád! (hu)
- 1938 : Megvédtem egy asszonyt (hu)
- 1938 : A hölgy egy kissé bogaras (hu)
- 1938 : Gyimesi vadvirág (hu)
- 1938 : Tizenhárom kislány mosolyog az égre
- 1939 : Fűszer és csemege
- 1940 : A nőnek mindig sikerü (it)
- 1940 : Jöjjön elsején!
- 1940 : A szerelem nem szégyen (hu)
- 1940 : Sarajevo (hu)
- 1940 : Egy csók és más semmi (hu)
- 1941 : Vissza az úton
- 1941 : Balkezes angyal
- 1941 : Havasi napsütés (hu)
- 1942 : Katyi (hu)
- 1942 : Kádár kontra Kerekes
- 1942 : Ágrólszakadt úrilány
- 1943 : Jómadár
- 1943 : Anyámasszony katonája (hu) (film perdu)
- 1944 : Muki
- 1944 : Menekülő ember
- 1945 : Aranyóra
- 1946 : Renee XIV (en) (film inachevé)

### Films italiens
- 1942 : La fortuna viene dal cielo
- 1942 : Una volta alla settimana (it)

### Film britannique
- 1953 : Don't Blame the Stork (en)

### Films ouest-allemands
- 1949 : Quelle boniche ! (de) (Kätchen für alles)
- 1950 : Absender unbekannt (de)
- 1950 : Maharadjah malgré lui (de) (Maharadscha wider Willen)
- 1950 : Mädchen mit Beziehungen (de)
- 1951 : La beauté mène la danse (de) (Schön muß man sein)
- 1951 : Engel im Abendkleid (de)
- 1951 : Mademoiselle Bimbu (de) (Fräulein Bimbi)
- 1960 : La Profession de Madame Warren (Frau Warrens Gewerbe)
- 1960 : L'Aventurière bien-aimée (de) (Geliebte Hochstaplerin)
- 1961 : Le Narcisse jaune intrigue Scotland Yard (Das Geheimnis der gelben Narzissen)
- 1961 : Toller Hecht auf krummer Tour (de)
- 1964 : La Nuit des vampires (Der Fluch der grünen Augen)
- 1965 : Les Séquestrées (de) (St. Pauli Herbertstraße)
- 1967 : Les Fausses Vierges (Jungfrau aus zweiter Hand)
- 1968 : Der nächste Herr, dieselbe Dame (de)
- 1968 : Déshabille-toi, poupée (de) (Zieh dich aus, Puppe)